# Krzysztof Zajdel
Krzysztof Andrzej Zajdel (ur. 14 września 1962 we Wrocławiu) – polski pisarz, poeta, doktor nauk humanistycznych, nauczyciel.

## Życiorys
W latach 1983–1988 studiował na Uniwersytecie Wrocławskim na 5 letnich dziennych studiach pedagogicznych, gdzie po ukończeniu studiów uzyskał tytuł magistra. W 2002 roku zakończył studia podyplomowe Matematyka z Informatyką na Uniwersytecie Wrocławskim, a w 2003 również studia podyplomowe z Zarządzania Oświatą. W 2008 roku ukończył studia doktoranckie, uzyskując tytuł doktora nauk humanistycznych. Rozprawa doktorska pt. „Społeczne konteksty wyborów edukacyjnych gimnazjalistów szkół wiejskich”.
Pełni funkcję Ministerialnego Eksperta do spraw awansu zawodowego nauczycieli. Jest członkiem Polskiego Stowarzyszenia Nauczycieli Twórczych oraz prezesem Stowarzyszenia „Schola Wilkszyn” (KRS 0000117779). Długoletni dyrektor szkoły. Obecnie pracuje jako adiunkt na uczelni wyższej.

## Odznaczenia
1. Medal Komisji Edukacji Narodowej w 2002 roku
2. Srebrny Krzyż Zasługi w 2005 roku
3. Srebrny Krzyż Zasługi dla Województwa Dolnośląskiego w 2013 roku
4. Medal Honorowy: Zasłużony dla PSNT (Polskie Stowarzyszenie Nauczycieli Twórczych) w 2014 roku

## Twórczość
- Zajdel K. (2019), Społeczne i indywidualne wymiary oceny szkolnej, Impuls, Kraków, s. 312.
- Zajdel K. (2019), Społeczne i indywidualne wymiary oceny szkolnej, Impuls, Kraków, s. 312. (http://www.impulsoficyna.com.pl/wyszukaj/spoleczne-i-indywidualne-wymiary-oceny-szkolnej,2108.html)
- Zajdel K. (2016), Znaczenie oceniania w przebiegu życia, Wydawnictwo Uniwersytetu Zielonogórskiego.
- Dorastanie w małych miastach (2012), ISBN 978-83-7432-832-6 Oficyna Wydawnicza Atut
- Wychowanie dziecka (2010), ISBN 978-83-7134-378-0 wydawnictwo Harmonia
- Inside (2010), tomik wierszy, ISBN 978-83-919865-3-0 wydawnictwo Apis
- Społeczne konteksty wyborów edukacyjnych gimnazjalistów wiejskich (2009), ISBN 978-83-7611-406-4 wydawnictwo Adam Marszałek
- Galaktyczne bajki, bajki publikowane w czasopiśmie Science Fiction (czerwiec 2001, październik 2003)
- Szeptem i dotykiem (2003), tomik wierszy, ISBN 83-912260-7-7 wydawnictwo Apis
- Elfy są wśród nas (2002), tomik wierszy, ISBN 83-912260-3-4 wydawnictwo Apis
- Daję Ci prezent (2000), tomik wierszy, ISBN 83-912260-0-X wydawnictwo Apis
- 101 potraw znanych osobistości z Polski i ze świata (1999), książka kucharska, ISBN 978-83-901051-7-8 wydawnictwo Art & Science, wydanie drugie (2002) na koszt własny autora honorarium przeznaczono na cel charytatywny[4]
- Zajdel K., Prokosz M., Słownik, kompendium wiedzy nauczyciela i rodzica (2014), ISBN 978-83-7780-925-9, Wydawnictwo Adam Marszałek,
- Zajdel K., Truhlarova Z., Prokosz M., Mitlohner M., Levicka Z., Biernat D., Social Problems of the Contemporary Families (2014), ISBN 978-83-919865-6-1, Wydawnictwo Apis
- Zajdel K., Wawryk L. (2022), Drogi do demoralizacji dzieci i młodzieży. Uwarunkowania i diagnoza, Wydawnictwo Impuls, s. 174.
- Zajdel K., Selfie jako nowy sposób komunikowania i kreowania autowizerunku w kulturze pogranicza polsko-czeskiego, Wydawnictwo Impuls, ISBN 978-83-8294-221-7